# ハル・ベリー
ハル・ベリー（本名ハル・マリア・ベリー、またはハリー・マリア・ベリー（Halle Maria Berry, 1966年8月14日 - ）は、アメリカ合衆国の女優。

## 生い立ち
オハイオ州クリーブランドにて、アフリカ系アメリカ人の父とイングランド系の白人の母との間に生まれた。命名は地元クリーブランドのデパート「ハリーズ・デパートメント・ストア」にちなむ。父親は暴力を振るうアルコール依存症（アルコール使用障害）者で4歳の時に両親が離婚、看護師だった母の元で育てられた。ベッドフォード市内の高校、カヤホーガ短期大学卒業。

## キャリア
女優になる以前には数々のミスコンテストに出場しており、1986年のミスUSA2位、同年のミス・ワールド6位となった。1991年の『ジャングル・フィーバー』でデビューし、翌年公開の『ブーメラン』で注目を集めた。
1999年放送のテレビ映画『アカデミー 栄光と悲劇』でドロシー・ダンドリッジを演じ、エミー賞やゴールデングローブ賞を受賞。2001年、『チョコレート』でアフリカ系アメリカ人として初めてアカデミー主演女優賞受賞の快挙を成し遂げ、更にはベルリン国際映画祭銀熊賞も受賞した。
2002年公開の『007 ダイ・アナザー・デイ』ではボンドガールを務め、大きな話題となった。また、2003年のアカデミー賞授賞式のプレゼンターを務めたが、アカデミー主演男優賞に最年少で選ばれたエイドリアン・ブロディに突然抱き寄せられ、舞台上で熱烈なキスをされてしまうハプニングが起きた。唇を奪われた瞬間、ハルは一瞬驚いたように硬直するも、すぐに右腕を絡めて（左腕はトロフィーを持っていた）これに応えた。だが、口が離れた途端に首をかしげる仕草を見せた。2025年のアカデミー賞授賞式ではハルがエイドリアンにキスをして仕返しした。

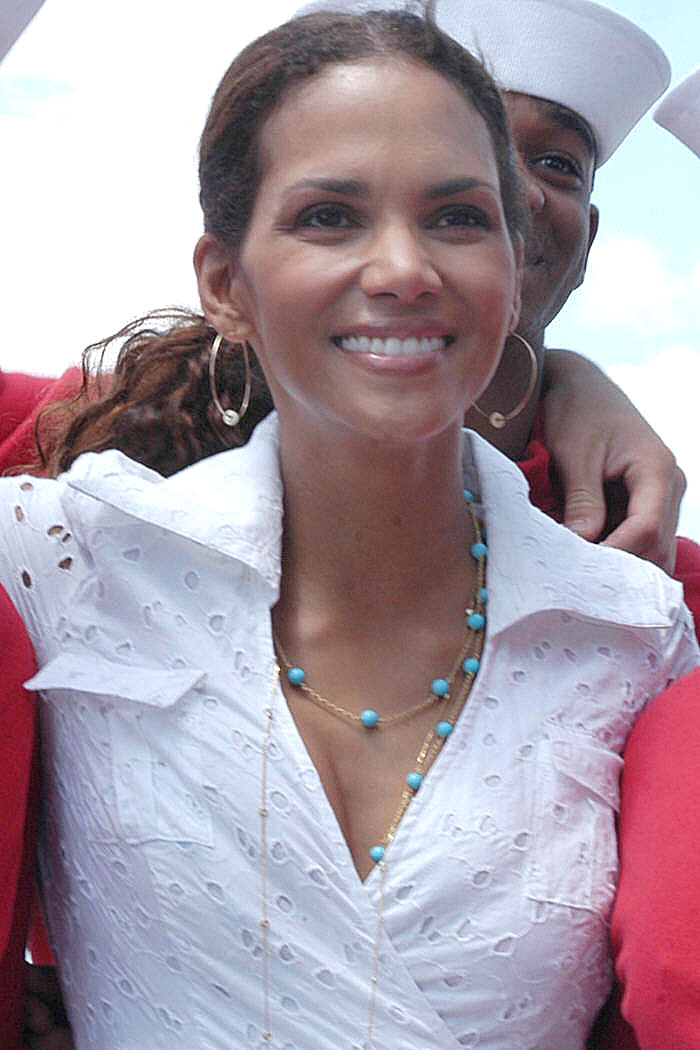
2006年 ニューヨークにて

2004年公開の『キャットウーマン』でゴールデンラズベリー賞最低主演女優賞を受賞。受賞しても直接受け取りに来る俳優や監督がほとんどいない授賞式に自ら駆けつけ、さらにオスカー像持参の上、自らのアカデミー賞受賞時のスピーチを完璧にコピーしたセルフパロディの受賞スピーチを演じきるなど、懐の深さを示し観衆から喝采を受けた（第25回ゴールデンラズベリー賞参照）。出演した理由について本人は、「アカデミー賞を受賞したからといって良い作品とは限らないし、逆にラジー賞を受賞したからといって必ずしも悪い作品とは限らない。私はあの役を精一杯演じたし、作品に出演した事も後悔していない。そのことを伝えたかった。」と語っている。
アクション映画にも多数出演しているアクション女優としての一面も持つ。
2007年に著名人の功績を称えるハリウッド・ウォーク・オブ・フェームに加わった。2021年に主演映画「ブルーズド 〜打ちのめされても〜」で監督デビューを果たす。
ベリーショートのヘアスタイルがブレイク以前から特徴の一つだったが2002年を境にロングヘアーとなった。

## 私生活

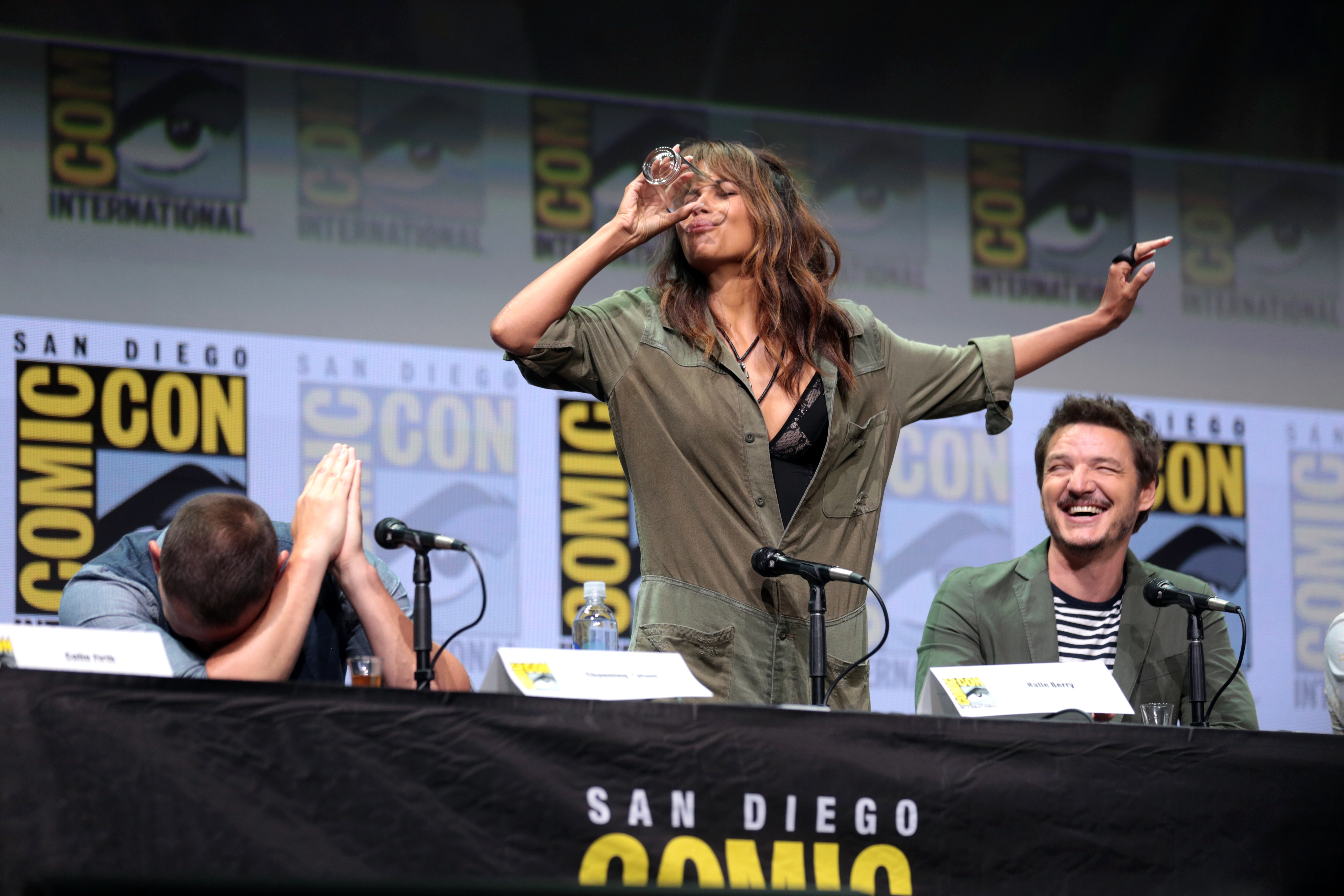
コミコン・インターナショナル（2017年）

1988年、22歳の時にそれまでのワイン習慣や砂糖の多いシリアル食品などを好んだ食生活の偏りから糖尿病と診断されている。
1996年にMLB選手デビッド・ジャスティスと離婚後、R&B歌手のエリック・ベネイと結婚。しかし、夫の浮気が原因で2003年に別居、2005年には正式に離婚した。
2005年11月にカナダ人モデルのガブリエル・オーブリーと出会い、交際を始めたが、今後結婚する意志はないことを明らかにしている。2008年3月16日にロサンゼルスにて第一子となる長女ナーラ・アリエラ・オーブリーを出産。2010年にはガブリエル・オーブリーとの破局が伝えられている。破局後は娘の親権争いで話題となった。2012年にはフランス人俳優オリヴィエ・マルティネスと婚約した。2013年4月、ベリーの広報が、ベリーがマルティネスとの間の子を妊娠し、妊娠3ヶ月目であることを認めた。2013年7月13日、ベリーとマルティネスは正式に結婚し、10月5日に男の子を出産した。しかし、2015年に離婚。
2番目の夫のエリック・ベネイと結婚した時にベネイの娘インディアを養女としており、離婚後もインディアとは度々会っている。あるテレビ番組で他にも養子をとるつもりであると述べた。
交際相手からの暴力が原因で片耳の聴覚がほとんど無いが、人前で補聴器などを付けることは無い。これについて本人は、自分のプライドであると語っている。
最初の夫のデビッド・ジャスティスと離婚した時、彼女はショックでうつ病にかかり自殺を考えたと後に告白している。
2023年、ラッパーのドレイクに無断で自身の写真をジャケットに使われたことに『論理と誠実さの問題』だとして抗議。

## 主な出演作品

### 映画
| 年   | 題名                                                                   | 役名                                                                       | 備考 | 吹替                                            |
| ---- | ---------------------------------------------------------------------- | -------------------------------------------------------------------------- | --- | ----------------------------------------------- |
| 1991 | ジャングル・フィーバー Jungle Fever                                    | ヴィヴィアン                                                               | |                                                 |
| 1991 | Strictly Business                                                      | ナタリー                                                                   | N/A |                                                 |
| 1991 | ラスト・ボーイスカウト The Last Boy Scout                              | コリー                                                                     | 亀井芳子（ソフト版） 水谷優子（フジテレビ版） 沢海陽子（日本テレビ版） 田中敦子（テレビ朝日版）                                                    |                                                 |
| 1992 | ブーメラン Boomerang                                                   | アンジェラ・ルイス                                                         | 深見梨加（ソフト版） 水谷優子（フジテレビ版） |                                                 |
| 1993 | パパと呼ばれて大迷惑!? Father Hood                                     | キャスリーン・マーサー                                                     | 日本劇場未公開 | 叶木翔子                                        |
| 1993 | CB4                                                                    |                                                                            | カメオ出演 日本未公開 |                                                 |
| 1993 | クイーン Queen: The Story of an American Family                        | クイーン                                                                   | テレビ映画 |                                                 |
| 1994 | フリントストーン/モダン石器時代 The Flintstones                        | シャロン・ストーン                                                         | | 井上喜久子                                      |
| 1995 | クイーン・オブ・エジプト Solomon & Sheba                               | ニカウレ（シバの女王）                                                     | テレビ映画 |                                                 |
| 1995 | 代理人 Losing Isaiah                                                   | カイラ・リチャーズ                                                         | テレビ映画 | 田中真弓                                        |
| 1995 | クォーターバック The Program                                           | オータム・ヘイリー                                                         | | 湯屋敦子                                        |
| 1996 | レース・ザ・サン Race The Sun                                          | ミス・サンドラ・ビーチャー                                                 | 日本未公開 |                                                 |
| 1996 | 潜在殺意 The Rich Man's Wife                                           | ジョージー・ポテンザ                                                       | 日本未公開 |                                                 |
| 1996 | エグゼクティブ・デシジョン Executive Decision                          | ジェーン                                                                   | | 山像かおり（ソフト版） 深見梨加（テレビ朝日版） |
| 1996 | ガール6 Girl 6                                                         | 本人                                                                       | |                                                 |
| 1997 | バップス B.A.P.S.                                                      | ニーシー                                                                   | 日本未公開 |                                                 |
| 1998 | ビューティフル・ウェディング The Wedding                               | シェルビー・コールズ                                                       | テレビ映画 |                                                 |
| 1998 | ホワイ・ドゥ・フールズ・フォール・イン・ラブ Why Do Fools Fall in Love | ゾラ                                                                       | 日本未公開 |                                                 |
| 1998 | ブルワース Bulworth                                                    | ニーナ                                                                     | | 湯屋敦子                                        |
| 1999 | アカデミー 栄光と悲劇 Introducing Dorothy Dandridge                    | ドロシー・ダンドリッジ                                                     | テレビ映画 兼製作総指揮 ゴールデングローブ賞主演女優賞(ミニシリーズ・テレビ映画部門)受賞 エミー賞主演女優賞(ミニシリーズ・テレビ映画部門)受賞      | 石塚理恵                                        |
| 2000 | X-メン X-MEN                                                           | オロロ・マンロー / ストーム                                                | | 相沢恵子（ソフト版） 深見梨加（テレビ朝日版）   |
| 2001 | ソードフィッシュ Swordfish                                             | ジンジャー・ノウルズ                                                       | 児玉孝子（ソフト版） 日野由利加（日本テレビ版） |                                                 |
| 2001 | チョコレート Monster's Ball                                            | レティシア・マスグローヴ                                                   | アカデミー主演女優賞受賞 ベルリン国際映画祭銀熊賞受賞 ゴールデングローブ賞 主演女優賞 (ドラマ部門)ノミネート 英国アカデミー賞 主演女優賞ノミネート | 安藤麻吹                                        |
| 2002 | 007 ダイ・アナザー・デイ 007 Die Another Day                           | ジンクス                                                                   | | 本田貴子（ソフト版） 安藤麻吹（テレビ朝日版）   |
| 2003 | X-MEN2 X2                                                              | オロロ・マンロー / ストーム                                                | 本田貴子（劇場公開版） 深見梨加（テレビ朝日版） |                                                 |
| 2003 | ゴシカ Gothika                                                         | ミランダ・グレイ                                                           | 本田貴子 |                                                 |
| 2004 | キャットウーマン Catwoman                                              | ペイシェンス・フィリップス / キャットウーマン                              | ゴールデンラズベリー賞最低主演女優賞受賞 ゴールデンラズベリー賞最低スクリーンカップル賞ノミネート                                                  | 本田貴子（ソフト版） 深見梨加（テレビ朝日版）   |
| 2005 | 彼らの目は神を見ていた Their Eyes Were Watching God                    | ジェニー                                                                   | テレビ映画 |                                                 |
| 2005 | ロボッツ Robots                                                        | キャピィー                                                                 | 声の出演 | 矢田亜希子                                      |
| 2006 | X-MEN:ファイナル ディシジョン X-MEN: The Last Stand                    | オロロ・マンロー / ストーム                                                | | 本田貴子（劇場公開版） 深見梨加（テレビ朝日版） |
| 2007 | パーフェクト・ストレンジャー Perfect Stranger                          | ロウィーナ・プライス                                                       | 本田貴子 |                                                 |
| 2007 | 悲しみが乾くまで Things We Lost in the Fire                            | オードリー                                                                 | 坪井木の実 |                                                 |
| 2010 | フランキー&アリス Frankie & Alice                                      | フランキー                                                                 | 兼製作 別題『多重人格ストリッパー フランキー&アリス』                                                                                              | 東條加那子                                      |
| 2011 | ニューイヤーズ・イブ New Year's Eve                                    | エイミー                                                                   | | 甲斐田裕子                                      |
| 2012 | ダーク・タイド Dark Tide                                               | ケイト・マイソン                                                           | 浅井晴美（日本語吹替1） かとう有花（日本語吹替2）                                                                                                  |                                                 |
| 2012 | クラウド アトラス Cloud Atlas                                          | マオリ族 / ルイサ・レイ / ジョカスタ・エアース / 闇医者オビッド / メロニム | 本田貴子 |                                                 |
| 2013 | ムービー43 Movie 43                                                    | エミリー                                                                   | 斎藤恵理 |                                                 |
| 2013 | ザ・コール 緊急通報指令室 The Call                                     | ジョーダン・ターナー                                                       | 本田貴子 |                                                 |
| 2014 | X-MEN:フューチャー&パスト X-MEN: Days of Future Past                   | オロロ・マンロー / ストーム                                                | 本田貴子 |                                                 |
| 2016 | ケヴィン・ハートの次は何する? Kevin Hart: What Now?                    | 本人役                                                                     | （吹き替え版なし） |                                                 |
| 2017 | チェイサー Kidnap                                                      | カーラ・ダイソン                                                           | 兼製作総指揮 | 本田貴子                                        |
| 2017 | キングスマン:ゴールデン・サークル Kingsman: The Golden Circle          | ジンジャー・エール                                                         | | 本田貴子                                        |
| 2017 | マイ・サンシャイン Kings                                               | ミリー・ダンバー                                                           | （吹き替え版なし） |                                                 |
| 2019 | ジョン・ウィック:パラベラム John Wick: Chapter 3 - Parabellum          | ソフィア                                                                   | 本田貴子 |                                                 |
| 2021 | ブルーズド 〜打ちのめされても〜 Bruised                                | ジャッキー・ジャスティス                                                   | 本田貴子 | 兼監督・製作                                    |
| 2022 | ムーンフォール Moonfall                                                | ジョー・ファウラー                                                         | 本田貴子 |                                                 |
| 2023 | The Mothership                                                         | サラ・モース                                                               | 公開中止 | N/A                                             |
| 2024 | ザ・ユニオン The Union                                                 | ロクサーヌ・ホール                                                         | Netflixオリジナル映画 | 本田貴子                                        |
| 2024 | Never Let Go                                                           |                                                                            | 兼製作総指揮 ポストプロダクション |                                                 |

### テレビシリーズ
| 年        | 題名                                | 役名           | 備考                                              | 吹替               |
| --------- | ----------------------------------- | -------------- | ------------------------------------------------- | ------------------ |
| 1999      | そりゃないぜ!? フレイジャー Frasier | ベツィ         | 声の出演 第5シーズン第15話「Room Service」        |                    |
| 2011      | ザ・シンプソンズ The Simpsons       | 本人役         | 声の出演 第22シーズン第14話「バートが映画監督!?」 | （吹き替え版なし） |
| 2014-2015 | エクスタント Extant                 | モリー・ウッズ | 主演、計26話出演 兼共同製作総指揮                 | 板谷由夏           |

## 日本語吹き替え
主に担当しているのは、以下の二人である。
本田貴子
『007 ダイ・アナザー・デイ』（ソフト版）で初担当。最も多く吹き替えている。『X-MEN2』（劇場公開版）のオロロ・マンロー/ストームの吹き替えを務めてからは専属（フィックス）に近い形で大半の作品を担当している。
深見梨加
『ブーメラン』（ソフト版）で初担当。主に初期の作品を担当しており、本田の次に多く吹き替えている。
このほかにも、水谷優子、湯屋敦子、安藤麻吹なども複数回、声を当てている。